# Strongylodesmus cyaneus
Strongylodesmus cyaneus är en mångfotingart som beskrevs av Henri Saussure 1859. Strongylodesmus cyaneus ingår i släktet Strongylodesmus och familjen Rhachodesmidae. Inga underarter finns listade i Catalogue of Life.